# Die Firma (Dokumentarfilm)
Die Firma – Das Ministerium für Staatssicherheit ist ein Dokumentarfilm von Christian Gierke aus dem Jahr 2007.
Der Film dokumentiert die Arbeit des Ministeriums für Staatssicherheit der DDR und zeigt unter anderem die Zentrale des Ministeriums in Berlin-Lichtenberg, Bezirksverwaltungen für Staatssicherheit in Chemnitz, Dresden, Halle, Rostock, Leipzig und Magdeburg, Untersuchungshaftanstalten der Staatssicherheit in Berlin, Erfurt, Dresden und Rostock sowie die Sonderhaftanstalt der Staatssicherheit Bautzen II.
Außerdem gezeigt werden der Bunker der Bezirksverwaltung Leipzig (Ausweichführungsstelle) in Machern, die Waldsiedlung bei Wandlitz/Bernau, die Grenzübergangsstelle Marienborn, die Hochschule des MfS in Golm bei Potsdam, die Sportvereinigung Dynamo, geplante Isolierungslager in Reinharz und Augustusburg sowie die geheime Hinrichtungsstätte der DDR in der Strafvollzugsanstalt Leipzig.